# Paul Milgrom
Paul Milgrom (ur. 20 kwietnia 1948 w Detroit) – amerykański ekonomista, zdobywca Nagrody Banku Szwecji im. Alfreda Nobla za 2020 rok.
Doktorat obronił na Uniwersytecie Stanforda w 1979. W latach 1979–1983 pracował na Uniwersytecie Północno-Zachodnim, od 1982 do 1987 na Uniwersytecie Yale, a od 1987 roku powrócił na Uniwersytet Stanforda, jako profesor. 
Większość jego badań dotyczy teorii aukcji.
W 2008 został laureatem Nagrody Nemmersa. W październiku 2020 ogłoszono go laureatem Nagrody Banku Szwecji im. Alfreda Nobla w dziedzinie ekonomii, razem z Robertem Wilsonem.